# Hans Berg
Hans Berg, född 1 november 1724 i Sankt Lars socken, död 30 juli 1789 i Björkebergs socken, var en svensk präst.

## Biografi
Hans Berg föddes 1724 på Stenbrötet, Tornby i Sankt Lars socken. Han var son till ryttaren Nils Berg och Annicka Arvidsdotter. Berg studerade i Linköping och reste 1743 till Uppsala, men skrevs inte in i Östgöta nations matrikel. Berg blev 1745 student vid Lunds universitet och prästvigdes 15 maj 1748. Han blev 1756 magister i Greifswald och 26 september 1759 komminister i Gryts församling. Den 5 juli 1769 avlade han pastoralexamen och blev 19 mars 1772 kyrkoherde i Björkebergs församling med tillträde 1773. Berg avled 1789 i Björkebergs socken.

### Familj
Berg gift sig första gången 6 september med Christina Elisabeth Sandal. Hon var dotter till gästgivaren Hans Sandal i Komstad. De fick tillsammans barnen Elisabeth (1750–1815) och en son. Berg gifte sig andra gången 8 november 1759 med Catharina Maria Ollman (1727–1765). Hon var dotter till inspektoren Axel Ollman och Elisabeth de Try på Fågelvik. Maria Ollman hade tidigare varit gift med komministern J. Wiström i Gryts socken. Berg och Ollman fick tillsammans barnen Anna Ulrica (1761–1766), Fredrica Catharina (1763–1763) och Christina Catharina (1764–1765). Berg gifte sig tredje gången 9 januari 1766 med Esther Maria Klöfversköld (1739–1773). Hon var dotter till löjtnanten Eric Gustaf Klöfversköld och Catharina Susanna de Try. De fick tillsammans sonen Johan Eric Strömmers. Berg gifte sig fjärde gången 1774 med Regina Catharina Sivers (1740–1807). De fick tillsammans dottern Esther Maria (1775–1775).